# Staroměstská kasárna
Staroměstská kasárna, dříve též Rainerova kasárna či Kasárna arcivévody Rainera, jsou pětiboká klasicistní kasárna v Olomouci, na Studentské ulici č. 582. Byla vystavěna v roce 1810 v prostoru bastionu č. 12, upravena v roce 1834. V kasárnách sídlil dělostřelecký pluk. Po vybudování dalších moderních olomouckých kasáren, zejména Špitálských (Hanáckých) kasáren, význam Staroměstských kasáren poklesl. Armádě však sloužila až do roku 2006, kdy byla odprodána do soukromých rukou. Záměr umístit do budovy magistrátní úřady nebyl realizován a stavba je dlouhodobě nevyužívaná.
Budova je hodnocena jako historicky, architektonicky a urbanisticky hodnotná. Jako kulturní památka je chráněna od roku 1958. K charakteristickým prvkům stavby patří kordonové římsy, zdobené mřížování oken, nároží zpevněná bosáží a dvě vysoké niky na severní straně.

## Historie
Motivací pro výstavbu se staly nevyhovující podmínky dosavadních zařízení pro ubytování vojska. Vodní kasárna z roku 1758 postrádala čistou vodu, což omezovalo možnosti v oblasti hygieny a vedlo k šíření infekčních nemocí. Staroměstská kasárna byla vybudována v letech 1808 až 1810 a sloužila k ubytování dělostřelců. Vzhledem k tomu, že budova byla vestavěna do prostoru bastionu č. 12, převzala jeho pětiúhelníkový tvar a slouží jako doklad umístění a tvaru této později zbořené součásti opevnění. Stavba byla označována též jako Rainerova kasárna.

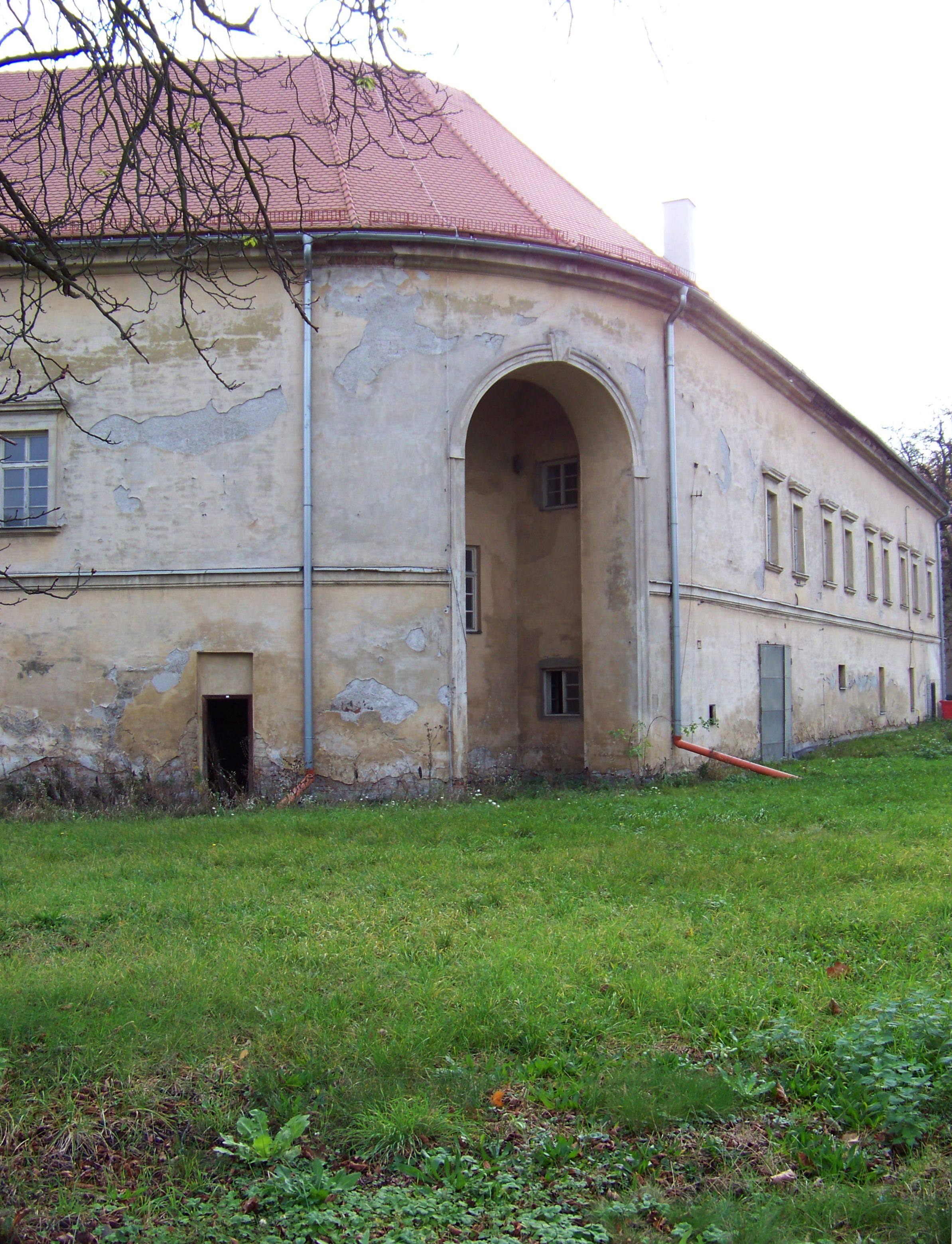
Jeden ze dvou rozměrných výklenků na severní straně budovy, snímek z roku 2014

Po zřízení nedalekých Špitálských kasáren (pozdější Hanácká kasárna) v roce 1845 význam Staroměstských kasáren poklesl. Během první světové války sloužila kasárna také jako nouzová nemocnice – 30. září 1914 byly prostory s kapacitou 330 lůžek určeny pro ošetřování nemocných úplavicí. Ošetřeno bylo více než 10 000 osob.
Za první republiky kasárna dál sloužila pro ubytování vojáků (umístěn zde byl 302. houfnicový pluk těžkého dělostřelectva), příležitostně také jiným účelům. V únoru 1923 proběhla v jízdárně budovy celostátní výstava drůbeže a vodního ptactva. Mezi lety 1924 a 1931 stála v prostoru mezi kasárnami, Moravskými tiskárnami a pozůstatkem hradeb 12 metrů vysoká sáňkařská dráha zvaná Kačalanda. Stavba patřila ke kasárnám, s nápadem na její vybudování přišli legionáři po návratu z Ruska. Vojáci se v zimě starali o její polévání vodou a zajištěno bylo také zapůjčování saní, šatna a občerstvení. Ve 30. letech probíhala v prostoru kasáren také bezplatná žákovská výuka šermu pod vedením rotmistra Hildebranda.

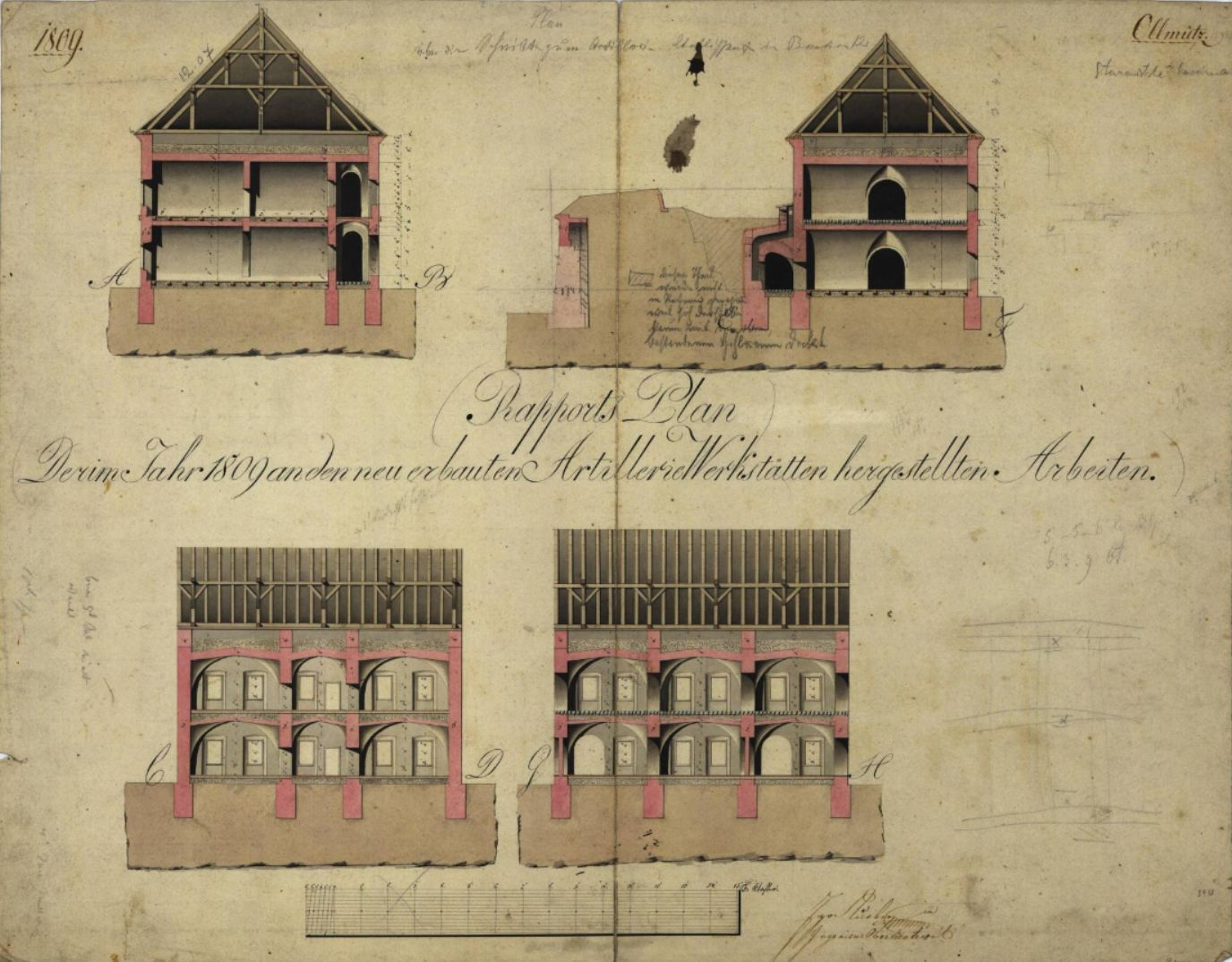
Plán dělostřeleckých dílen z roku 1809

Později fungovala budova kasáren jako sklad a jako školicí středisko. Od 3. 5. 1958 je stavba památkově chráněna. V roce 2006 odprodala armáda kasárna společnosti Ivanu Kyselému a Tomáši Paclíkovi (společnost IP Moravia Real), s vazbami na Ivana Langera. V roce 2011 nabídla společnost budovu městu, s tím, že po úpravách by v jejích prostorách mohly sídlit úřady. Město po konzultaci s architektem Ivanem Rullerem tuto možnost odmítlo. Společnost později budovu i přilehlé pozemky udržovala a nabízela k developerskému využití.

## Vzhled

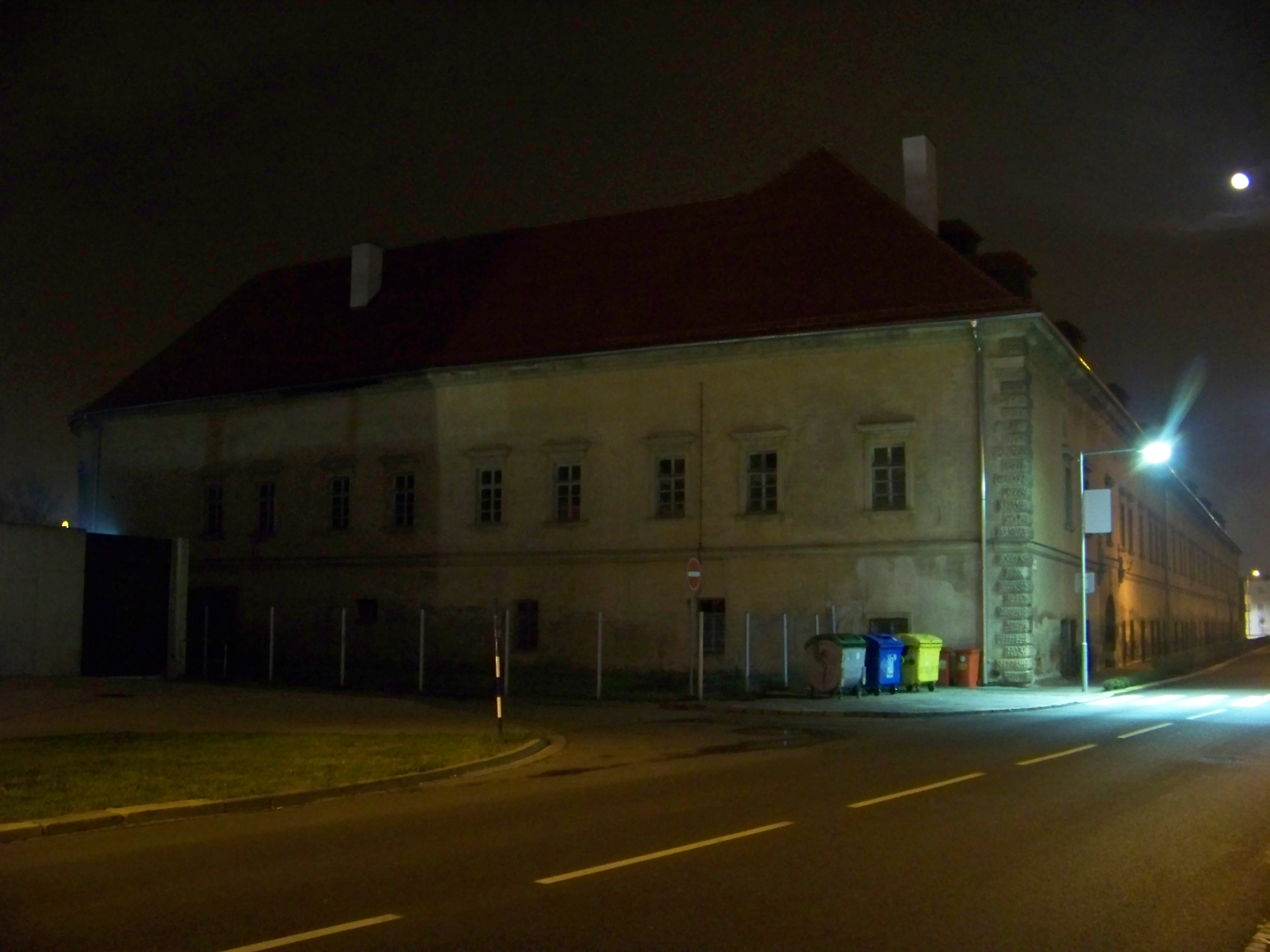
Kasárna v noci, fotografie z roku 2014

Kasárna jsou patrová (dvě nadzemní podlaží), bez sklepů, s pěti křídly. Tento pětiboký půdorys kopíruje původní tvar barokního bastionu (bašty), na jehož místě byla kasárna vybudována. Fasády jsou hladké, jednoduché až strohé. Člení je kordonová, bohatě profilovaná korunní římsa. Ve směru do Studentské ulice jsou nároží opatřena bosáží. Zpevněná nároží jsou popisována také jako rustiková armatura.

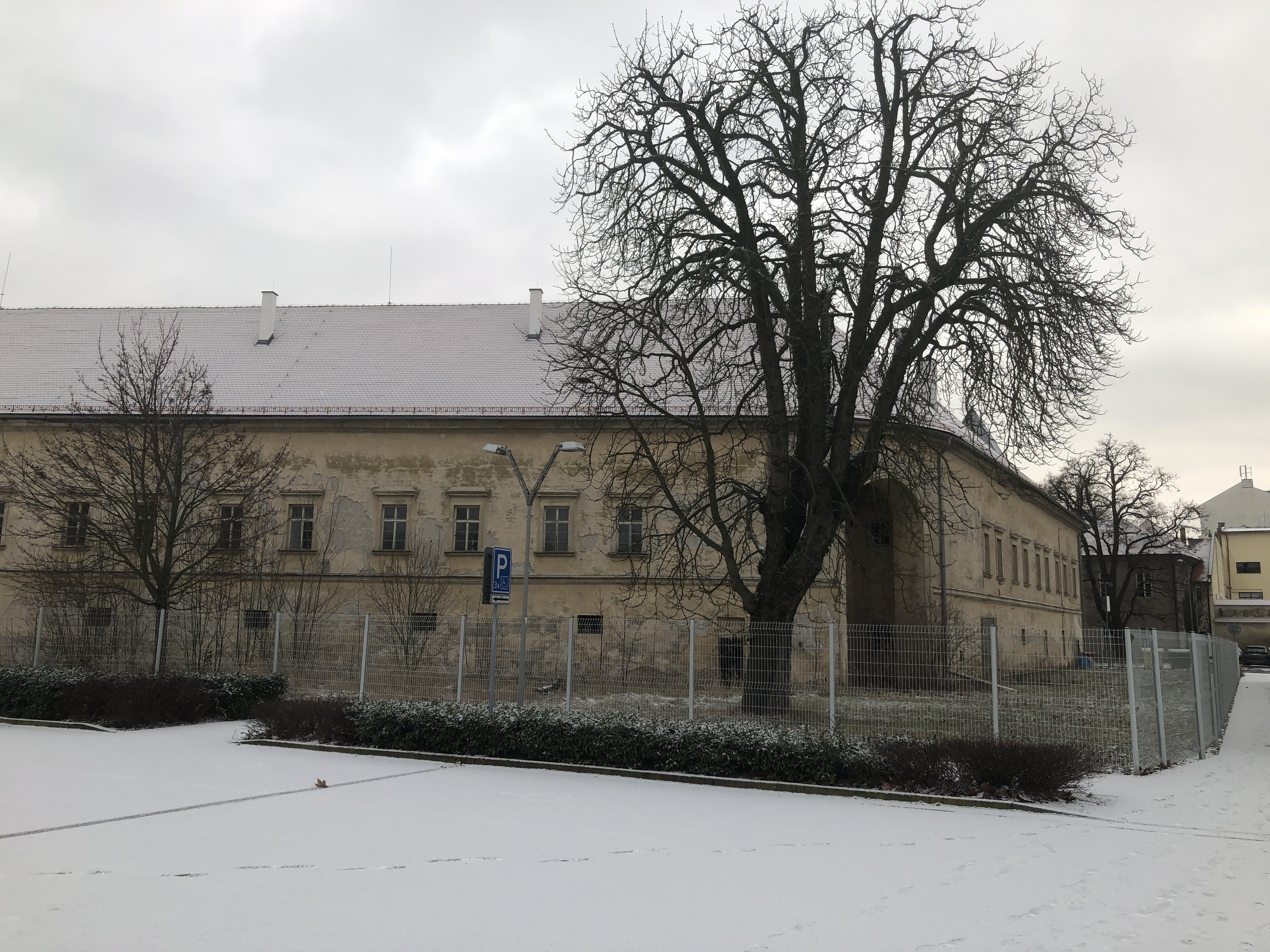
Pohled ze severu, snímek z roku 2024

Na severovýchodním a severozápadním nároží prolamuje fasádu dvoupatrový oblouk s nikou. Tyto vysoké, výrazné výklenky jsou dále zvýrazněny profilovanou bosáží a jednoduchou patkou, v jejich vrcholu se nachází zdvojený klenák. Původně sloužily jako vchody a nájezdní rampy z budovy směrem na bastion. 
Okna směřující do Studentské ulice kryjí bohatě kované mříže. Okna v patře jsou doplněna podokenní a nadsazenou nadokenní římsou. Portály ústící do dvou vjezdových průjezdů jsou lemovány plochými kamennými klenáky. Vnitřní fasády na dvoře jsou jednoduché a hladké. Jsou doplněny jednoduchou průběžnou římsou, která odděluje přízemí a patro. Nad okny vstupu do dvora se nacházejí pozůstatky kamenného erbu, na němž bývala zřejmě vyobrazena orlice.
V přízemních kójích se zachovaly žlaby pro koně. Součástí kasáren byla také vnitřní pozorovací věž, ta se nicméně nedochovala.